# Шарбыш
Шарбыш — посёлок в Нижнеингашском районе Красноярского края. Входит в состав городского поселения Нижний Ингаш.

## География
Посёлок находится в восточной части Красноярского края, в пределах таёжной лесорастительной зоны, при железнодорожной линии Красноярск — Тайшет, при автодороге Р255, на расстоянии приблизительно 8 км (по прямой) к востоку-юго-востоку (ESE) от Нижнего Ингаша, административного центра района. Абсолютная высота — 289 м над уровнем моря.
Климат
Климат характеризуется как резко континентальный, с продолжительной морозной малоснежной зимой и коротким жарким летом. Зима продолжается в течение 6-7 месяцев. Абсолютный минимум температуры воздуха составляет −51 °C (по данным метеостанции г. Канска). Продолжительность периода с температурой более 10˚С составляет 100—110 дней. Среднегодовое количество атмосферных осадков составляет 484 мм.

## История
Основан в 1903 году. По данным 1926 года в разъезде Шабрино имелось 5 хозяйств и проживало 22 человека (11 мужчин и 11 женщин). В национальном составе населения того периода преобладали русские. В административном отношении входила в состав Нижне-Ингашского района Канского округа Сибирского края.

## Население
| 2010 |
| ---- |
| 54   |

Половой состав
По данным Всероссийской переписи населения 2010 года в гендерной структуре населения мужчины составляли 50 %, женщины — соответственно также 50 %.
Национальный состав
Согласно результатам переписи 2002 года, в национальной структуре населения русские составляли 95 % из 80 чел.